# Баљшавик
Баљшавик (блр. Бальшавік; рус. Большевик) насељено је место са административним статусом варошице (городской посёлок) у југоисточном делу Републике Белорусије. Административно припада Гомељском рејону Гомељске области.

## Географија
Насеље се налази на око 20 км северно од града Гомеља, односно на око 10 км северније од варошице Касцјуковка.

## Историја
Насеље се настало захваљујући градњи железнице кроз то подручје 1873. године. Током постојања Белоруске ССР у насељу је изграђена велика рафинерија за прераду тресета који се експлоатисао из 4 велика околна ревира. Фабрика постоји и данас најважнији је привредни колектив у вароши.

## Становништво
Према подацима пописа становништва из 2009. у вароши је живело 2.525 становника.
| 1969. | 2006. | 2009. |
| ----- | ----- | ----- |
| 2.500 | 2.400 | 2.525 |